# Rogów (powiat sokołowski)
Rogów – wieś w Polsce położona w województwie mazowieckim, w powiecie sokołowskim, w gminie Repki. Ma status sołectwa.
| SIMC    | Nazwa           | Rodzaj    |
| ------- | --------------- | --------- |
| 0685104 | Mała Wieś       | część wsi |
| 0685110 | Nowa Wieś-Repki | część wsi |
| 0685127 | Płachetki       | część wsi |
| 0685133 | Stronka         | część wsi |

Miejscowość jest siedzibą rzymskokatolickiej parafii św. Anny należącej do dekanatu Sokołów Podlaski.
W latach 1975–1998 miejscowość należała administracyjnie do województwa siedleckiego.

## Obiektyzabytkowe
- Kościół drewniany pw. św. Anny konstrukcji zrębowej zbudowany w 1815 jako cerkiew unicka, w latach 1875–1919 prawosławna. Główny ołtarz - barokowy. Dzwonnica drewniana konstrukcji słupowej z początku XIX wieku.